# Salih Yoluç
Salih Yoluç, né le 22 août 1985 à Istanbul en Turquie, est un pilote automobile turc.

## Carrière

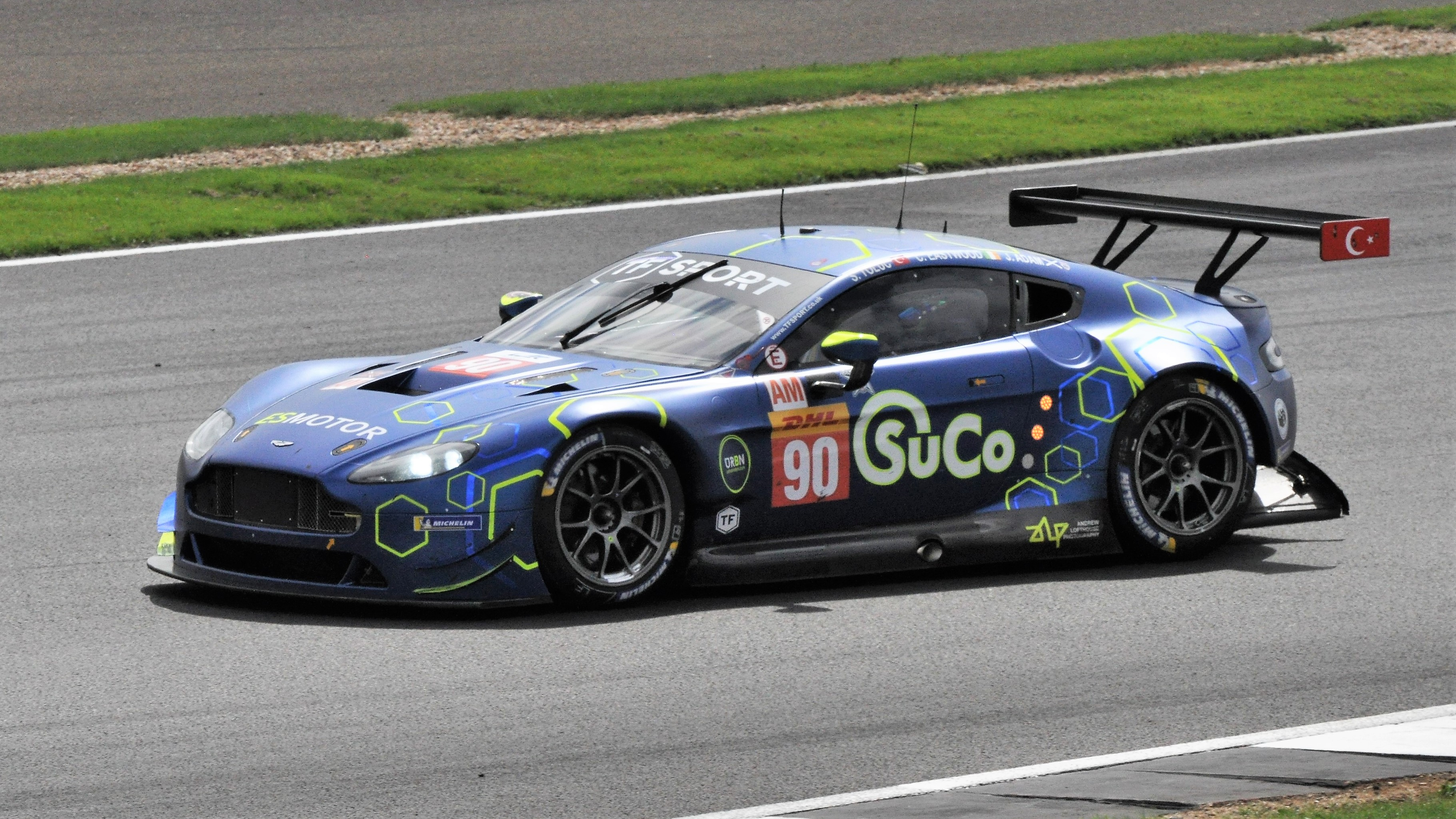
Aston Martin Vantage GTE de l'écurie TF Sport, aux 6 Heures de Silverstone 2018.

En 2018, Salih Yoluç s'engage pour une nouvelle saison avec l'écurie TF Sport mais cette fois ci dans le championnat du monde d'endurance FIA. Lors de cette saison, il monte quatre fois sur le podium, sur la seconde marche. Ses performances lui permettent de finir le championnat en 3e position. En plus de son engagement en GT, Salih Yoluç s'engage avec l'écurie United Autosports dans le championnat Asian Le Mans Series. Originellement, il était prévu qu'il prenne part à ce championnat dans la catégorie LMP3, mais un changement de copie de l'écurie lui permet de s'engager dans la catégorie LMP2. Lors de la première manche, les 4 Heures de Shanghai, il monte sur la troisième marche du podium. Ses performances durant les manches suivantes sont moins brillantes et il finit le championnat en 8e position.
En 2019, toujours avec l'écurie TF Sport, Salih Yoluç participe au championnat du monde d'endurance FIA, mais avec une Aston Martin Vantage AMR.

## Résultats

### 24 Heures du Mans
| Année | Écurie   | Copilotes                    | Voiture                  | Classe   | Tours | Pos. | Class Pos. |
| ----- | -------- | ---------------------------- | ------------------------ | -------- | ----- | ---- | ---------- |
| 2017  | TF Sport | Euan Hankey Rob Bell         | Aston Martin Vantage GTE | LMGTE Am | 329   | 35e  | 7e         |
| 2018  | TF Sport | Euan Hankey Charlie Eastwood | Aston Martin Vantage GTE | LMGTE Am | 304   | Abd. | Abd.       |
| 2019  | TF Sport | Euan Hankey Charlie Eastwood | Aston Martin Vantage GTE | LMGTE Am | 327   | 42e  | 11e        |

### Championnat du monde d'endurance FIA
| Année     | Écurie   | Voiture                  | Moteur                         | Classe   | 1     | 2        | 3     | 4     | 5     | 6     | 7      | 8     | Position | Points |
| --------- | -------- | ------------------------ | ------------------------------ | -------- | ----- | -------- | ----- | ----- | ----- | ----- | ------ | ----- | -------- | ------ |
| 2018-2019 | TF Sport | Aston Martin Vantage GTE | Aston Martin 4,5 L V8 Atmo     | LMGTE Am | SPA 2 | LMS Abd. | SIL 2 | FUJ 2 | SHA 8 | SEB 6 | SPA '2 | LMS 6 | 3e       | 99     |
| 2019-2020 | TF Sport | Aston Martin Vantage AMR | Aston Martin 4,0 L V8 Bi-Turbo | LMGTE Am | SIL   | FUJ      | SHA   | BHR   | SÃO   | SEB   | SPA    | LMS   |          |        |

N.B. * Saison en cours. Les courses en " gras  'indiquent une pole position, les courses en "italique" indiquent le meilleur tour de course.

### European Le Mans Series
| Année | Écurie   | Châssis                      | Moteur                     | Classe | 1     | 2     | 3     | 4     | 5     | 6     | Position | Points |
| ----- | -------- | ---------------------------- | -------------------------- | ------ | ----- | ----- | ----- | ----- | ----- | ----- | -------- | ------ |
| 2015  | TF Sport | Aston Martin V12 Vantage GT3 | Aston Martin 4.5 L V8 Atmo | GTC    | SIL   | IMO   | RBR   | LEC   | EST 5 |       | 11e      | 10     |
| 2017  | TF Sport | Aston Martin Vantage GTE     | Aston Martin 4.5 L V8 Atmo | LMGTE  | SIL 1 | MON 2 | RBR 3 | LEC 2 | SPA 5 | ALG 3 | 2e       | 102    |

### Asian Le Mans Series
| Année     | Ecurie            | Châssis     | Moteur                      | Classe | 1     | 2     | 3     | 4        | Position | Points |
| --------- | ----------------- | ----------- | --------------------------- | ------ | ----- | ----- | ----- | -------- | -------- | ------ |
| 2018-2019 | United Autosports | Ligier JSP2 | Nissan VK45DE 4.5 L V8 Atmo | LMP2   | SHA 3 | FUJ 5 | THA 6 | SEP Abd. | 8e       | 33     |